# Filipinas en los Juegos Olímpicos de París 2024
Filipinas estuvo representada en los Juegos Olímpicos de París 2024 por veintidós, deportistas, quince mujeres y siete hombres, que compitieron en nueve deportes.
Los portadores de la bandera en la ceremonia de apertura fueron los boxeador Carlo Paalam y Nesthy Petecio.

## Medallistas
El equipo olímpico filipino obtuvo las siguientes medallas:
| Nombre         | Deporte            | Competición      |
| -------------- | ------------------ | ---------------- |
| Oro            |                    |                  |
| Carlos Yulo    | Gimnasia artística | Suelo M          |
| Carlos Yulo    | Gimnasia artística | Salto de potro M |
| Plata          |                    |                  |
| —              |                    |                  |
| Bronce         |                    |                  |
| Aira Villegas  | Boxeo              | 50 kg F          |
| Nesthy Petecio | Boxeo              | 57 kg F          |